# 斯特凡·迪翁
斯特凡·迪翁 PC （1955年9月28日—），加拿大外交和政治人物，候任加拿大駐歐洲聯盟和德國大使，在此之前曾於1996年至2017年間以加拿大自由黨黨員身份擔任加拿大國會下議院議員，代表魁北克省蒙特婁的聖洛朗選區，並先後於克里田、馬田及杜魯多三位總理任內出任聯邦內閣部長，當中包括於2015年至2017年間擔任外交部長。他亦曾於2006年至2008年間擔任加拿大自由黨黨魁以及加拿大官方反對黨領袖。

## 早年及學術生涯
狄安於1955年在魁北克城出生，在家中排行第二，父母分別為學者和地產經紀。他因母親生於法國巴黎而持有法國和加拿大雙重國籍。他於拉瓦爾大學修讀政治學，並在此結識日後的妻子珍妮恩·克里伯（Janine Krieber）。他於1977年獲取文學士學位，再於1979年獲取文學碩士學位，畢業後與珍妮恩到巴黎居住。
狄安於青年時期曾支持魁北克獨立，大學期間曾於1976年魁北克省選中協助魁北克人黨候選人路易絲·博德溫（Louise Beaudoin）的競選活動。他後來對魁獨的興趣有所減退，1980年魁北克主權問題公投中態度中立；他表示反方得勝後他既不感動亦不憤怒。
狄安在巴黎居住四年期間跟著名社會學家米歇爾·克羅澤攻讀公共管理學，從巴黎政治學院取得博士學位後返回加拿大，1984年短暫在蒙克頓大學擔任教學助理，同年轉到蒙特婁大學擔任助理教授。他從1984年到1996年在該校任教，期間於1990-91年休假到美國華盛頓布魯金斯學會出任客席學者。狄安於1986年4月與珍妮恩結婚，兩人同年到秘魯領養女兒讓娜（Jeanne）。
1990年米治湖修憲協議落空後，狄安致力研究魁北克主權問題，而他亦正式改為支持魁北克留在加拿大聯邦之内。他不時亮相加拿大廣播公司法語電視台的時事節目抨擊魁獨派的論點，並吸引了時任加拿大總理讓·克雷蒂安妻子阿琳（Aline Chrétien）的注意。反對獨立方在1995年魁獨公投中險勝後，阿琳游說克雷蒂安羅致狄安在1996年國會議席補選中代表自由黨參選。

## 初進國會、魁獨公投後續
狄安於1996年3月舉行的國會下議院議席補選中代表自由黨競逐蒙特婁的聖洛朗—卡蒂埃維爾選區（Saint-Laurent—Cartierville）議席並順利當選，首度晉身國會。由於自由黨長年囊括該議席，克雷蒂安有信心狄安可在該選區當選，因此早於同年1月便委任狄安進聯邦內閣，出任跨政府事務部長和樞密院主席。狄安再於1997年、2000年、2004年、2006年、2008年、2011年和2015年聯邦大選中順利在該選區連任。
1995年魁獨公投後，跨政府事務部基本上成為聯邦政府應對魁獨運動的主要部門。狄安出任該部長職位後繼續挑戰魁獨派的論點，並於1996年9月就魁獨問題向加拿大最高法院提請裁定諮詢意見（即《魁北克脫離聯邦諮詢意見》），當中包含三項問題：
1. 根據加拿大憲法，魁北克議會或政府是否有權單方面促成魁北克脫離加拿大？
2. 根據國際法，魁北克議會或政府是否有權單方面促成魁北克脫離加拿大？在這點上，國際法有否容許魁北克議會或政府單方面促成魁北克脫離加拿大的自決權？
3. 若加拿大國內法律與國際法就魁北克議會或政府是否有權單方面促成魁北克脫離加拿大的問題上有所衝突，在加拿大國內何者優先？

最高法院於1998年8月公布其諮詢意見，結論為根據加拿大國內法律與國際法，魁北克議會或政府皆沒有權利單方面促成魁北克脫離加拿大。然而，若果魁北克人民清晰地表達脫離加拿大的意願，聯邦政府需就此與魁北克政府展開磋商。此諮詢意見確認加拿大國會有權裁定公民投票的議題是否足夠明確以啟動兩級政府之間的協商。在雙方就魁北克獨立達成共識前，加拿大憲法繼續有效，而雙方達成的協議亦需尊重加拿大憲法所確立的民主原則和少數派及個體的權利。魁北克政府和聯邦政府皆歡迎此項諮詢意見。

### 三封公開信
狄安向最高法院提請裁定諮詢意見後，與魁北克的執政魁人黨政府內閣成員透過一系列公開信就此議題展開辯論。時任魁北克省省長布薩（Lucien Bouchard）於1997年表示國際法支持一個地區單方面宣布獨立、簡單多數（即50%選票加一票）足以成為獨派取勝的門檻、以及國際法將保護獨立後的魁北克領土完整。狄安的首份公開信反駁以上論點：他指出絕大多數國際法專家相信如加拿大般民主國家的下轄政體沒有單方面宣布獨立的權利。狄安亦指出簡單多數優勢可隨著環境逆轉而消失，而由於獨立公投的結果嚴重影響魁北克人民生活，簡單多數不能確保公投結果備有足夠的政治認受性。就布薩的第三點，狄安反駁謂國際法中未有條文提到保護魁北克領土卻不保護加拿大的，而國際上的經驗證明了尋求獨立的政治實體所提出的國界可以備受質疑。
狄安寫給魁北克跨政府事務部長雅克·布拉薩（Jacques Brassard）的第二封公開信於1997年11月發表。他在此擴充首份公開信中有關魁北克領土完整的爭論，指出加拿大領土可被分裂但魁北克則不可分割的論點帶有矛盾。他又稱魁北克若在缺乏加拿大政府認可，加上少數但可觀的魁北克人民反對的情況下單方面宣布獨立，將在尋求國際認可方面遇上極大困難。
最高法院公布其諮詢意見後，狄安於1998年8月發表寫給省長布薩的第三封公開信，當中批評布薩只接受法院意見的一部分（如聯邦政府需在魁北克人民清晰地表達脫離加拿大的意願後與魁北克政府展開磋商）而非該項意見的其他部分（如在公投中提問一條明確的問題並憑此獲取明顯多數選民支持）。他又就法院的裁決提出三項主張：聯邦政府需在公投所提問的問題和通過公投所需的門檻上持有話語權；魁獨只能透過協商達成而非單方面宣布獨立；而魁北克政府亦不能單方面決定與聯邦政府的談判條款。

### 清晰法令
最高法院的諮詢意見及狄安的三封公開信構成了《清晰法令》（又作C-20號草案）的基礎。該法令確立加拿大聯邦政府與下轄任何一省就該省脫離聯邦而展開磋商所需具備的前提，當中包括該省所舉行的獨立公投需向選民「清晰地」提問獨立議題（問題是否清晰由國會下議院決定），而支持獨立的一方在公投中需取得「明顯多數」選票而非50%選票加一票的簡單多數。狄安於1999年12月13日在下議院提出該項草案；下議院於2000年3月15日將之通過。

### 戈梅利報告
魁獨公投過後，聯邦政府斥資在魁北克展開宣傳攻勢，宣揚該級政府對魁北克工業和其他領域所作的貢獻，以抗衡魁獨陣營的勢力。該項宣傳活動後來捲入貪腐醜聞（即「贊助醜聞」），而狄安為克雷蒂安內閣中主力應對魁獨問題的部長，因此成為調查對像之一。狄安向戈梅利委員會（Gomery Commission）作供時表示他於2001年中得悉異常地多的資金流入魁北克，但他本人從未直接參與管理該項宣傳活動，亦不清楚其具體運作細節；他又稱自己一直懷疑該項宣傳活動是否能夠改變支持魁獨人士的想法。戈梅利委員會的第一期調查報告最終確認狄安在這宗事件中沒有犯錯。

## 馬丁政府
保羅·馬丁於2003年末接替克雷蒂安出任自由黨黨魁和聯邦總理，同時改組內閣，狄安未獲委任任何部長職位。受贊助醜聞拖累，自由黨於2004年聯邦大選失去部分議席，但仍以少數姿態繼續執政。狄安在自己選區順利連任下議院議員，並於同年7月獲馬丁重新委入內閣，出任環境部長。他擔任該職期間鼓勵加拿大工商業界利用環保科技和產品參與一場「新的工業革命」，又致力尋求當局以較溫和的方式與商界互動，以利兩者間的協作。
加拿大的溫室氣體減排在狄安任内並未取得明顯進展。他於2005年公佈一項「綠色計劃」以對抗氣候變化，但隨即被數個環保團體批評，指該項計劃過於保守並缺乏有效的法則。

## 自由黨黨魁

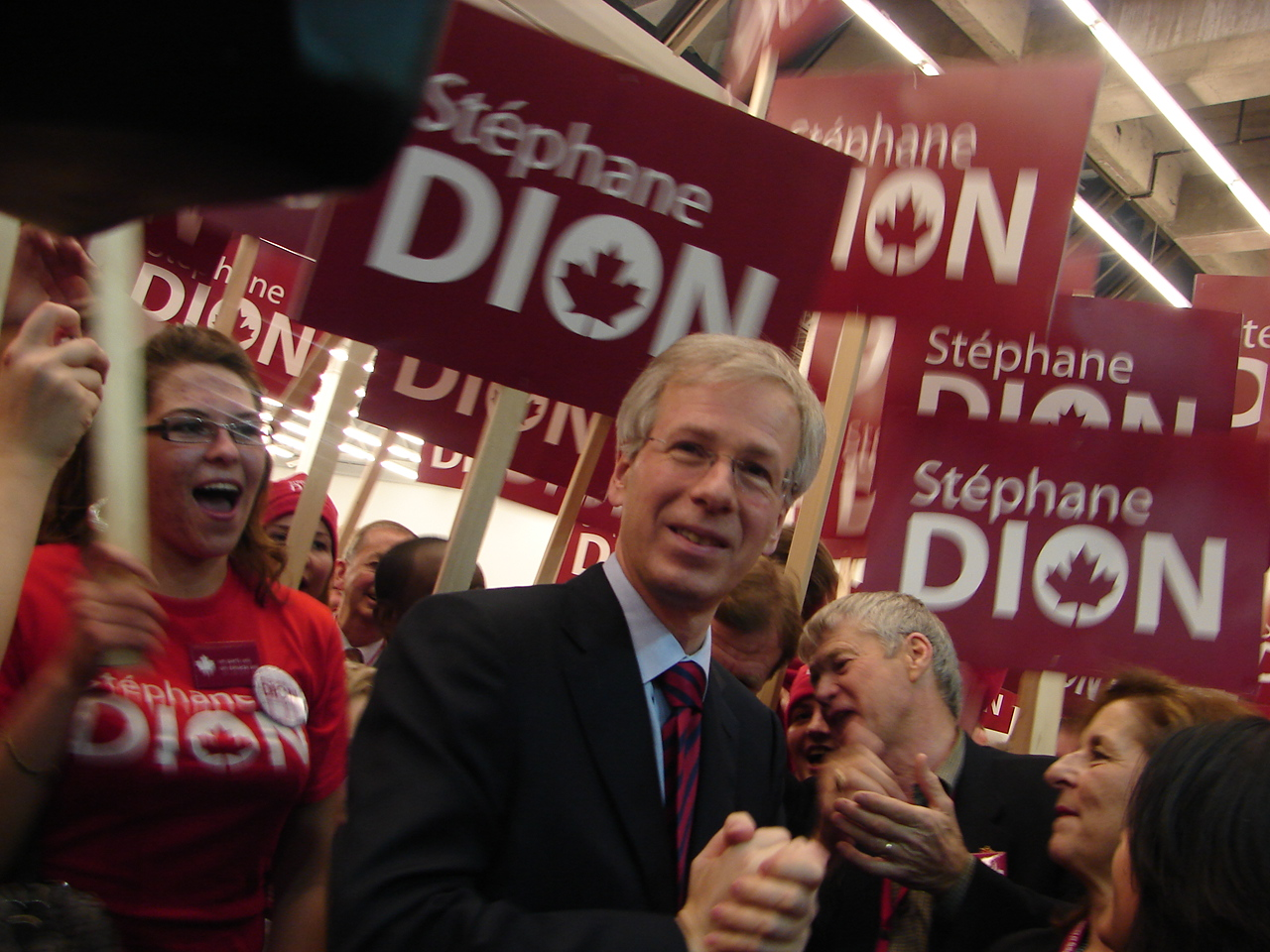
狄安在支持者包圍下出席2006年自由黨黨魁選舉

自由黨於2006年1月聯邦大選中失掉執政地位，馬丁隨即宣佈辭任該黨黨魁，而狄安則於同年4月7日宣佈參與競逐黨魁，並以社會公義、經濟繁榮和保護環境這三條支柱作其競選方針。往後數個月外界主要關注另外兩位黨魁候選人（大熱門國際事務學者葉禮庭和安大略前省長李博），期間狄安相對低調。
黨魁選舉於2006年12月2日舉行，狄安在首輪投票獲取17.8%選票排行第三。次輪投票後狄安得票率仍然排行第三，但得票第四多的甘乃迪（Gerard Kennedy）則宣佈退選並改為支持狄安。狄安在第三輪投票獲取37%選票排行第一，而得票最少的李博則被淘汰。狄安吸納大批原本支持李博的黨員，並於第四輪投票以54.7%得票率擊敗葉禮庭當選黨魁，同時出任加拿大官方反對黨領袖。為了顯示黨員團結，狄安在2007年初公佈的來屆大選備選小組名單中起用數名黨魁選舉對手：葉禮庭獲任為副黨魁、李博和布里森（Scott Brison）獲任為大選政綱發展小組共同主席、而甘乃迪則獲任為備選特別顧問。
魁北克省三個選區於2007年9月舉行國會下議院議席補選，當中蒙特婁的烏特蒙選區（Outremont）議席自1935年建立以來大部分時間為自由黨囊中物，因此這次補選被部分評論員視為狄安領導能力的重要考驗；自由黨候選人在三個選區皆以大比數落敗。國内另外四個選區則於2008年3月舉行議席補選，這次自由黨則贏取當中三個議席，稍為重振該黨和狄安的聲氣。
2008年10月14日，迪翁領導的自由黨於大選中未獲選民支持，下議院議席由上屆（2006年）的103席下降至77席，僅獲得26.2%的選票，比前自由黨籍總理約翰·特納於1984年大選中所得的選票還低2個百份點。同年10月20日，迪翁宣布辭去自由黨黨魁一職，但會留任至選出新領袖為止。隨著葉禮庭於同年12月10日當選自由黨臨時黨魁，迪翁亦正式離任；他成為加拿大歷史上第二位未能擔任總理的自由黨黨魁。

## 離任黨魁後

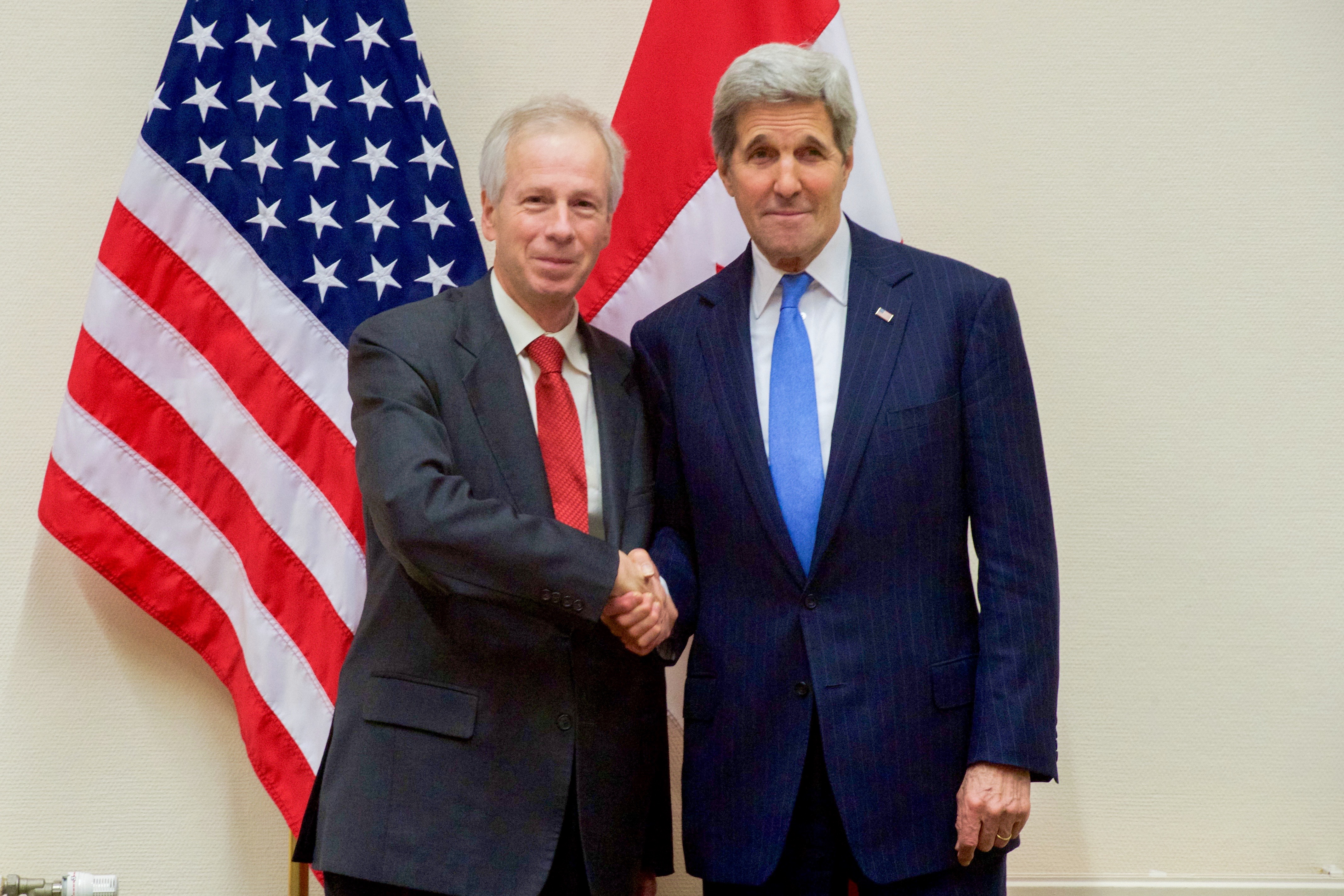
外交部長狄安於比利時布魯塞爾與美國國務卿約翰·克里會面（攝於2015年12月）

葉禮庭繼任黨魁後所公佈的影子内閣成員名單中並未包括狄安在内，而狄安在葉禮庭任職黨魁期間亦保持低調。
2011年，迪翁再度出戰聯邦大選，成功連任國會議員。然而，自由黨於這次大選只贏取34個議席，首次淪為下議院第三大黨。狄安為自由黨僅餘七位代表魁北克省選區的下議院議員之一，而他在其選區所贏取的43.43%選票率更為該七人中的最高。接替葉禮庭出任臨時黨魁的李博其後委任狄安進該黨的影子内閣，擔任包括跨政府事務評議員在内等職責。
2015年聯邦大選競選期間，狄安主要在自己所屬選區以外為其他自由黨候選人助選，並抨擊保守黨執政期間的環境和醫療政策。賈斯汀·杜魯多領導下的自由黨在該屆大選以多數姿態重奪執政權，而狄安亦在改組後的聖洛朗選區（Saint-Laurent）連任。狄安於同年11月4日獲新任總理杜魯多委入聯邦内閣，出任外交部長和内閣環境及氣候變化委員會主席。
為了應對川普當選美國總統後的國際政治新形勢，杜魯多於2017年1月重組内閣，當中由方慧蘭接替狄安出任外長。狄安隨後宣佈辭任國會議員及離開政壇，但未有同時提及其去向。他於同月31日向下議院致告別辭時確認將會出任加拿大駐歐洲聯盟和德國大使，並於同年2月6日正式離任國會議員。